# Dunes de Piscinas
Pour la municipalité homonyme du Sulcis, voir Piscinas.
Le système de dunes côtières de Piscinas est une zone de dunes au sud de la Sardaigne, dans la municipalité d'Arbus, et s'étend sur environ 1,5 km2, au sud de la plage de Scivu. Les dunes, qui s'étendent sur près de 2 kilomètres de long, atteignent une hauteur d'environ 100 mètres et sont façonnés par les vents qui soufflent de la mer. Elles sont parmi les plus hautes dunes actuelles d'Europe et ont été définies, avec la Giara di Gesturi (it), comme un environnement naturel unique.

## Flore et faune
Parmi la végétation se trouvent le genévrier, le lentisque (Pistacia lentiscus), le genêt, l'euphorbe. Au Rio Naracauli, il y a des tamaris, des joncs et d'autres arbustes de la garrigue. 
Pour la faune, il y a le cerf sarde (Cervus elaphus corsicanus), la tortue méditerranéenne (Testudo hermanni) et la tortue de mer (Caretta caretta), qui pond des œufs sur la plage. 

## Piscinas dans la culture de masse
Ses dunes, de grandes dimensions, l'ont fait surnommer le petit sahara sarde.
En 1978, plusieurs scènes du film L'Etalon Noir réalisé par Carroll Ballard et produit par Francis Ford Coppola y ont été tournées.  
En 2008, Hero (histoire de Luigi delle Bicocche), du rappeur italien Caparezza, y a été tourné. Il s'agit du premier single du quatrième album studio The Dimensions of My Chaos, sorti le 28 mars 2008. 
En 2017, la plage est le cadre de certaines parties du clip vidéo de Je veux danser avec toi, le single du rappeur italien Baby K.  
En 2018 elle est le scénario de la vidéo Adiós paranoia, single du groupe Negrita premier single extrait du dixième album studio du groupe Desert Yacht Club.

## Galerie d'images

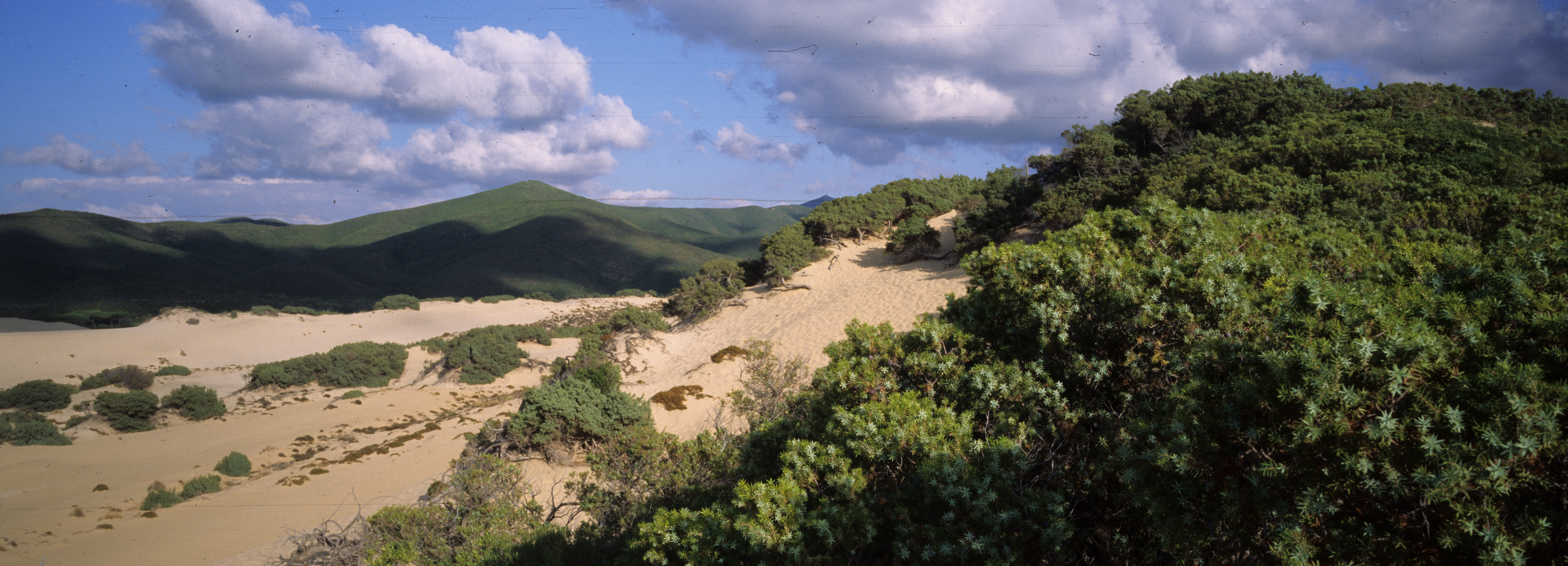
Panorama des dunes de Piscinas
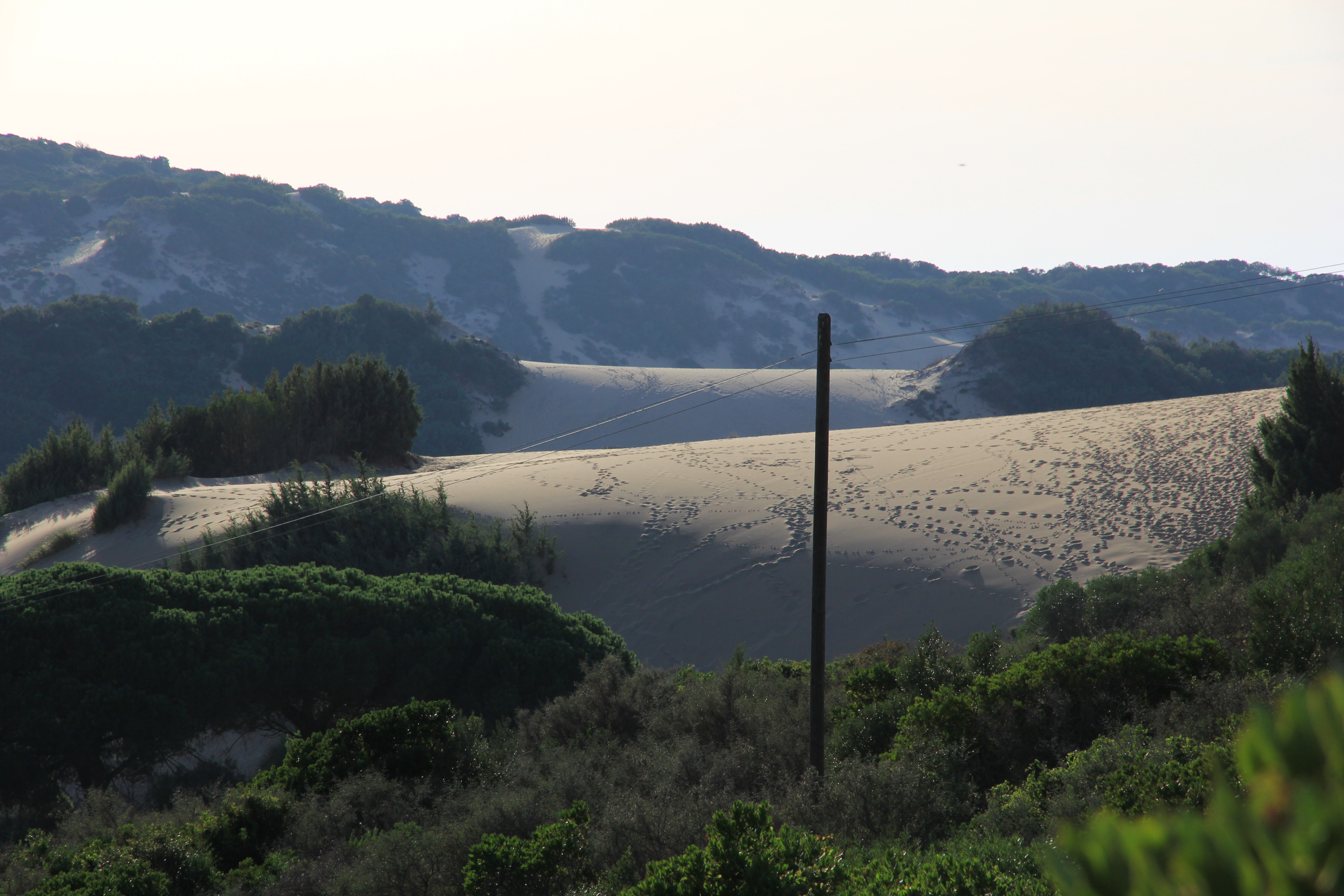
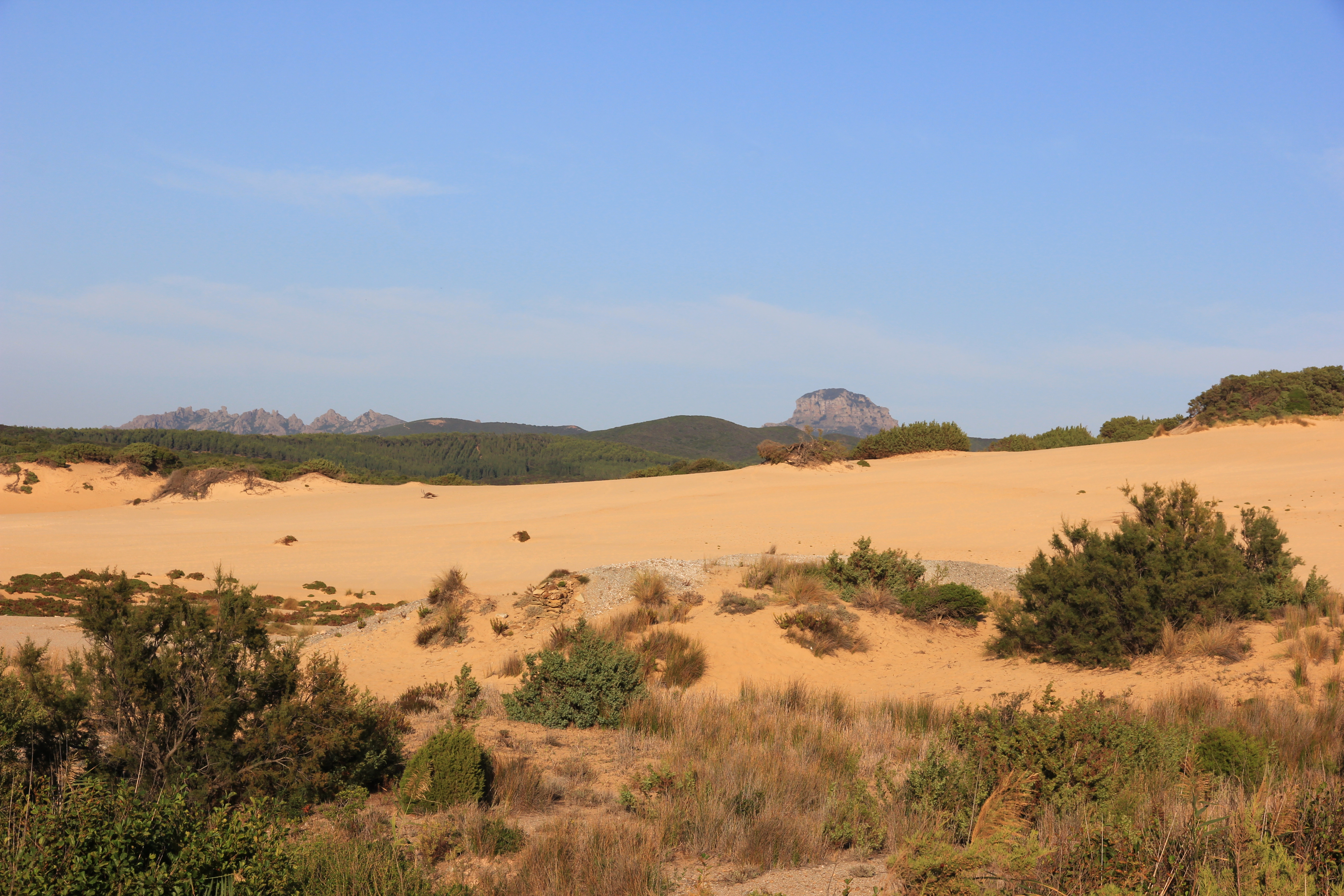
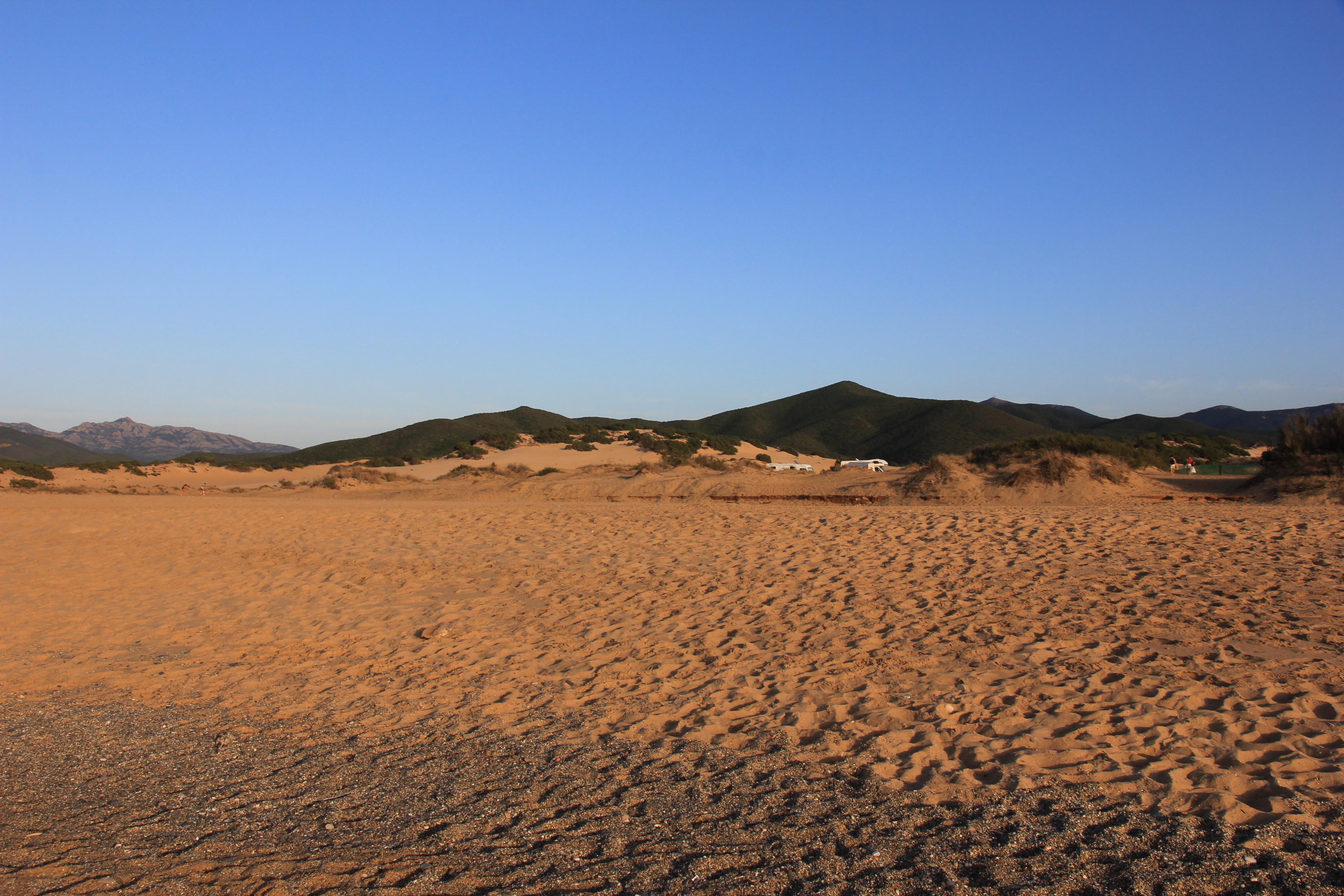